# Revuelta de Querétaro (1823)
La revuelta de Querétaro de 1823 fue un conflicto armado encabezado por una fracción imperialista luego de la caída del Primer Imperio Mexicano y la victoria de la Revolución del Plan de Casa Mata.

## Revuelta
El 12 de diciembre de 1823 el 8.º Regimiento con sede en Santiago de Querétaro realizó un motín militar acaudillado por un sargento español y un andaluz de Cádiz, mismos que arrestaron al comandante de la plaza José Joaquín Calvo y a otras autoridades del gobierno provincial, saquearon a los ricos de la ciudad, se apoderaron del parque y armamento y se dispusieron a llevar su movimiento a lo largo de la provincia.

## Respuesta
El general Nicolás Bravo, que luego de la Rebelión de Guadalajara se había retirado con sus fuerzas a Guanajuato para actuar si fuese necesario, se encontraba en Celaya, por lo cual a la brevedad se presentó con sus fuerzas y sofocó el movimiento. Acto seguido, con autorización del gobierno, disolvió el regimiento y aprehendió a los cabecillas de la rebelión.